# Bataille de Tourcoing
Première Coalition
Batailles
La bataille de Tourcoing eut lieu le 18 mai 1794, dans le nord de la France, et se solda par une victoire des Français commandés par les généraux Joseph Souham et Jean Victor Marie Moreau sur les Britanniques dirigés par le duc Frédéric d'York et les Autrichiens du prince Frédéric Josias de Saxe-Cobourg-Saalfeld.
Le général Nicolas Pierquin fut grièvement blessé lors de la bataille.

## Résumé
Après l'échec des troupes Françaises à Nieuport, celles-ci reculent sur la frontière et y passent l'hiver.
La bataille se déroule le dimanche 18 mai 1794 (29 Floréal an II) dans le contexte des guerres de la Révolution française, première coalition anti-française de 1793-1797, dans le Nord de la France, à la frontière belge près de la ville de Tourcoing, comptant alors 11 000 à 12 000 habitants.
Coté français, les effectifs engagés dans l'Armée du Nord s'élèvent à 77 800 hommes, dont seulement un tiers de soldats de métiers. Côté coalisés (autrichiens, anglais, hanovriens, prussiens, hessois et hollandais), on parle de 81 900 hommes, tous soldats de métiers.

## Les forces en présence

### L'armée française
L'armée du Nord, forte de 127 000 hommes déployés de Dunkerque aux Ardennes, est commandée par le général d'armée Jean-Charles Pichegru, absent le jour de la bataille. Elle aligne environ 77 800 hommes dans le secteur concerné.
Elle fut menée par ses trois généraux de division : Joseph Souham, Jean Victor Moreau et Jacques Philippe Bonnaud.
- Division Joseph Souham : 37 800 hommes installés de Courtrai à Mouscron. Regroupe les brigades Daendels, Jardon, Malbrancq, MacDonald et Thierry.
- Division Jean Victor Moreau : 12 300 hommes au nord de Menin. Regroupe les brigades Desenfans et Vandamme.
- Division Jacques Philippe Bonnaud : 27 700 hommes de Pont-à-Marcq à Lannoy. Regroupe les brigades Noël, Osten et Pierquin.

La division du général Bonnaud n'a pas directement participé à la bataille de Tourcoing proprement dite, mais son action indirecte a été décisive pour la victoire.
Pichegru a reçu ses ordres de la Convention par Lazare Carnot : tenir Courtrai et maintenir la liaison avec Paris par la route de Lille. Les divisions Souham et Moreau sont donc déployées à Courtrai, la division Bonnaud est alignée en couverture au sud-est de Lille, le long de la Marque.
L'avantage de l'armée française réside dans sa structure de commandement unifiée et hiérarchisée : Carnot, Pichegru, Souham. L'inconvénient de sa position est que Souham et Moreau sont à 25 kilomètres de leur base de ravitaillement, Lille.

### L'armée coalisée
Les coalisés regrouperaient 81 900 hommes de six nations en six colonnes déployées en encerclement. Ici, chaque colonne est commandée par son général, indépendant des autres, et ne répondant qu'à l'empereur d'Autriche, François II, chef suprême de la coalition. Les coalisés ont le double inconvénient de l'étirement de leurs lignes de communication et du manque de commandement unifié.
- La 1re colonne autrichienne et hanovrienne du comte et général François Sébastien de Croix de Clerfayt, le plus réputé des stratèges coalisés et redouté par Souham, dispose de 21 200 hommes dont un corps de pontonniers. Basée à Tielt (B), elle doit prendre Wervik (b) puis arriver à Tourcoing par le nord.

- La 2e colonne du baron et général Bussche (en) de 9 800 Hanovriens dont quelques Prussiens et installée à Warcoing (B) doit marcher sur Dottignies (B) et prendre Mouscron (B).

- La 3e colonne du baron et maréchal Pierre Charles Otto compte 10 700 Autrichiens partant de Bailleul (B) pour attaquer Tourcoing par l'est en passant par Leers.

- La 4e colonne du duc Frédéric d'York, fils du roi d'Angleterre Georges III, dispose de 13 200 Anglo-Hanovriens. Basée à Templeuve, elle doit marcher sur Lannoy et Mouvaux et prendre Tourcoing par le sud.

- La 5e colonne du comte et général François Joseph Kinsky compte 9 600 Autrichiens et Hessois. Partant de Bouvines, elle doit marcher sur Lannoy en protégeant le flanc gauche de la colonne anglaise de York.

- La 6e colonne, commandée directement par l'archiduc Charles-Louis d'Autriche-Teschen, le frère de l'empereur François II, comprend 16 800 Autrichiens et quelques Hollandais menés par le prince d'Orange qui doit garder l'aile gauche de Kinsky.

Les 5e et 6e colonnes, soit 26 400 hommes, n'ont pas directement participé à la bataille, ce qui amène à un rapport de force plus égalitaire de 50 100 Français contre 55 500 coalisés.
De plus, la colonne Clerfayt et la division Vandamme ayant combattu de leur côté sur la Lys, le rapport de force à Tourcoing même tombe à plus ou moins 30 000 hommes de chaque côté, l'avantage des Français étant de pouvoir amener sur chaque point menacé un renfort rapide leur donnant systématiquement la supériorité numérique.

## Les données chiffrées variables selon les sources
Le nombre des forces en présence n'est pas assuré : les chiffres de l'époque, pour des raisons de propagande, étaient estimés à la hausse chez l'ennemi et à la baisse dans son propre camp. Des sources contemporaines différentes font varier parfois très sensiblement les effectifs tant des Français que des Coalisés.
Les travaux d'Émile Vignoble donnent les chiffres les plus réalistes, ses estimations étant basées sur le ratio de 800 fantassins pour un bataillon et 100 cavaliers pour un escadron.. Mais un bataillon pouvait compter de 600 à 1 200 hommes, et un escadron de 90 à 150 hommes.
Selon deux historiens anglais, John Fortescue et Ramsay Weston Phipps, Les coalisés n'opposèrent que 62 000 (50 000 fantassins et 12 000 cavaliers) à 73.350 hommes. Les 6 colonnes d'assaut du nord au sud auraient été ainsi composées de :
1. Clerfayt : 16 000 à 19 600 Austro-Hanovriens (moins que les 21 200 ci-dessus) en 25 bataillons et 28 escadrons partant de Tielt en Belgique, pour traverser la Lys à Wervik et prendre Tourcoing à revers.
2. Bussche : 4 000 Hanovriens et Prussiens en 5 bataillons et 8 escadrons, chargés de prendre  Warcoing, Dottignies et tenir Mouscron. La moitié moins mais une part des troupes ont été envoyées vers Courtrai avant la bataille.
3. Otto : 10 000 Autrichiens en 12 bataillons et 10 escadrons lancés par Leers, Wattrelos, sur l'objectif final de Tourcoing.
4. York : de 10 000 à 10 750 Anglo-Hanovriens en 12 bataillons sur les routes de Templeuve, Lannoy, Roubaix,  Mouvaux.
5. Kinsky : 9 000 à 11 000 Autrichiens et Hessois en 10 bataillons et 16 escadrons au départ de Marquain, ordonnés de passer la Marque à Bouvines pour occuper la division Bonnaud.
6. Charles : 14 000 à 18 000 Austro-Hollandais en 17 bataillons et 32 escadrons, la colonne la plus éloignée, partant de Saint-Amand-les-Eaux pour passer la Marque à Pont-à-Marcq et soutenir Kinsky.

Toutes les colonnes comptent ici moins de soldats que dans le décompte français.
Les Français alignent selon ces historiens 82 000 soldats, un peu plus que les 77 800 des sources françaises :
1. Division Joseph Souham 28 000 hommes
2. Division Moreau 22 000 hommes
3. Division Bonnaud 20 000 hommes
4. Division Osten 10 000 hommes

## Le terrain
Les lieux où les deux armées se sont affrontés les 17 et 18 mai 1794 n'ont rien de commun avec la conurbation d'aujourd'hui.
La plaine humide sillonnée de ruisseaux et de fossés d'évacuation des eaux n'offre que peu de possibilités de passage des troupes sur les rivières de la Lys, de la Marque et de l'Espierre. De largeur modeste mais profondes, ces trois rivières n'offrent en fait aucun gué praticable. Leurs berges marécageuses interdisent en outre leur franchissement hors des ponts.
L'habitat est dispersé en de nombreux villages, de 1 000 à 1 500 habitants, dans un paysage bocager limitant l'usage de la charge de cavalerie. Ce qui représente un avantage décisif pour les Français dont la cavalerie est largement surpassée en nombre (6 000 contre 12 000) et surtout en qualité par celles des coalisés.
Dans ce plat pays, les moulins occupent les moindres surélévations de terrain et deviennent les objectifs essentiels pour y amasser avantageusement l'artillerie. Les routes pavées sont rares, les voies les plus nombreuses restent les sentiers où seuls deux hommes de front pouvaient marcher. Ce terrain bocager à la nature excentrique et au faible réseau de routes pavés met, par exemple, le corps d'armée Clerfayt à plus d'une demi-journée de route du quartier général de Tournai.
Les combats décisifs se déroulèrent pour tenir les ponts, qui garantissent le passage des troupes, et les moulins, qui offrent le visibilité et la ligne de tir aux artilleurs.

## La stratégie des coalisés

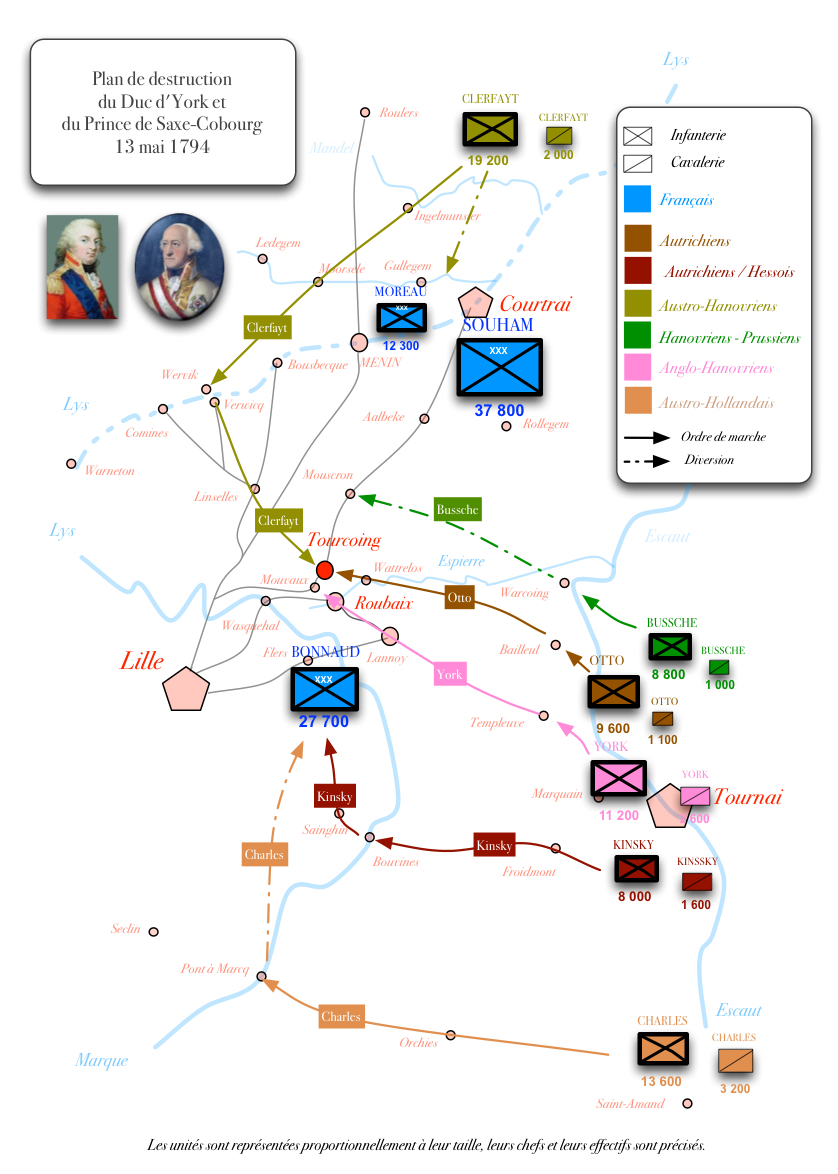
Bataille de Tourcoing, 18 mai 1794. Le plan des opérations prévues par les coalisés pour la destruction de l'armée du nord.

Le 12 mai, la position délicate des divisions Joseph Souham et Moreau donnent l'idée du « plan de destruction » de l'armée du Nord au Duc d'York et au Prince de Saxe-Cobourg, général en chef. Ils en confient l'exécution en détail au chef d'état-major Karl Mack, roturier qu'il méprisent et qui sera un parfait responsable en cas d'échec.
Le plan de destruction consiste à opérer un mouvement conjoint d'encerclement de Courtrai à partir des positions de Clerfayt à Tielt (B), York, Bussche, Otto, Kinsky à Tournai (B) et Charles à Saint-Amand. L'attaque est fixée au 17 mai (28 floréal) au matin et le point de jonction assigné pour ces 6 colonnes est Tourcoing, au soir du même jour ou au plus tard le lendemain matin.
Une telle manœuvre devait prendre au piège une bonne partie de l'armée française ; les divisions de Souham et Moreau auraient été coupées de leurs bases et contraintes à la reddition. Mais elle réclamait une parfaite coordination des mouvements des colonnes d'attaque et une communication fluide entre elles.
Le duc d'York veut précipiter l'exécution du plan pour prendre les Française de vitesse. Le 16 mai, depuis son quartier général de Tournai, le Prince de Saxe-Cobourg donne le branle-bas de combat. Karl Mack n'aura eu que 4 jours pour régler les détails du plan.

## Le déroulement de la bataille
La bataille s'est déroulée en quatre phases : positionnement des troupes coalisées le 16 mai ; attaque du 17 mai ; redéploiement des Français dans la nuit du 17 au 18 mai ; déroute du 18 mai.

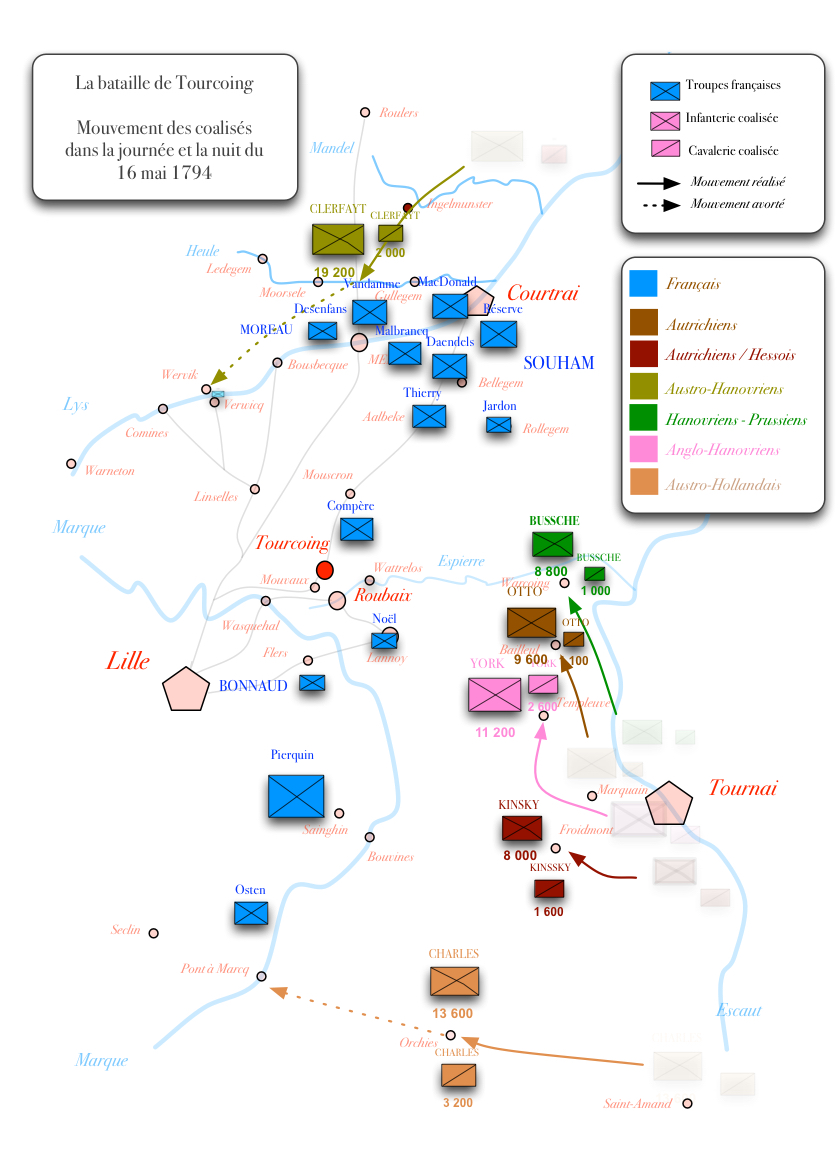
Mouvements de troupes du 16 mai 1794.

### Le positionnement des troupes coalisées le 16 mai et dans la nuit du 16 au 17 mai
Dans la journée du 16, les 4 colonnes partant du camp de Marquain atteignent leurs objectifs.
La 2e colonne de Bussche se regroupe au pont de l'Espierre sur la chaussée de Courtrai près de Warcoing. (B). La 3e colonne d'Otto parvient à Bailleul (B).La 4e colonne de York arrive à Templeuve mais s'y trouve bloquée à cause d'un épais brouillard nocturne.  La 5e colonne de Kinsky s'installe à Froidmont.
Dans la nuit, et à l'approche des divisions françaises, les coalisés doivent se déployer silencieusement et sans feux pour pouvoir bénéficier de l'effet de surprise le 17 au petit matin.
Mais les deux colonnes les plus éloignées, celle de Clerfayt au nord et celle de Charles au sud, qui ont des distances plus longues à parcourir, prennent du retard. Ces deux corps d'armée n'ont pu effectuer que la moitié des distances qu'ils avaient à parcourir.
La 1re colonne de Clerfayt, longue de 4 kilomètres, ralentie par les routes sablonneuses, s'arrête durant la nuit près de Geluveld, le long de la chaussée de Roulers (B) à Menin (B). Elle n'arrive pas à rejoindre Wervik (B), 10 kilomètres plus loin, son objectif de cette première phase. De plus, le pont de Wervik étant fortement défendu par les troupes de Moreau,  Clerfayt veut construire un ponton sur la Lys, mais ses pontonniers sont restés par erreur à l'arrière-train.
La 6e colonne de l'archiduc Charles ne parvient pas à atteindre Pont-à-Marc, en raison de la trop grande distance qu'il doit parcourir avec une unité épuisée par les marches forcées et les batailles précédentes. Elle est s'arrête à Orchies le 17 mai à 10 heures, à une douzaine de kilomètres de son objectif initial.

### L'attaque du 17 mai

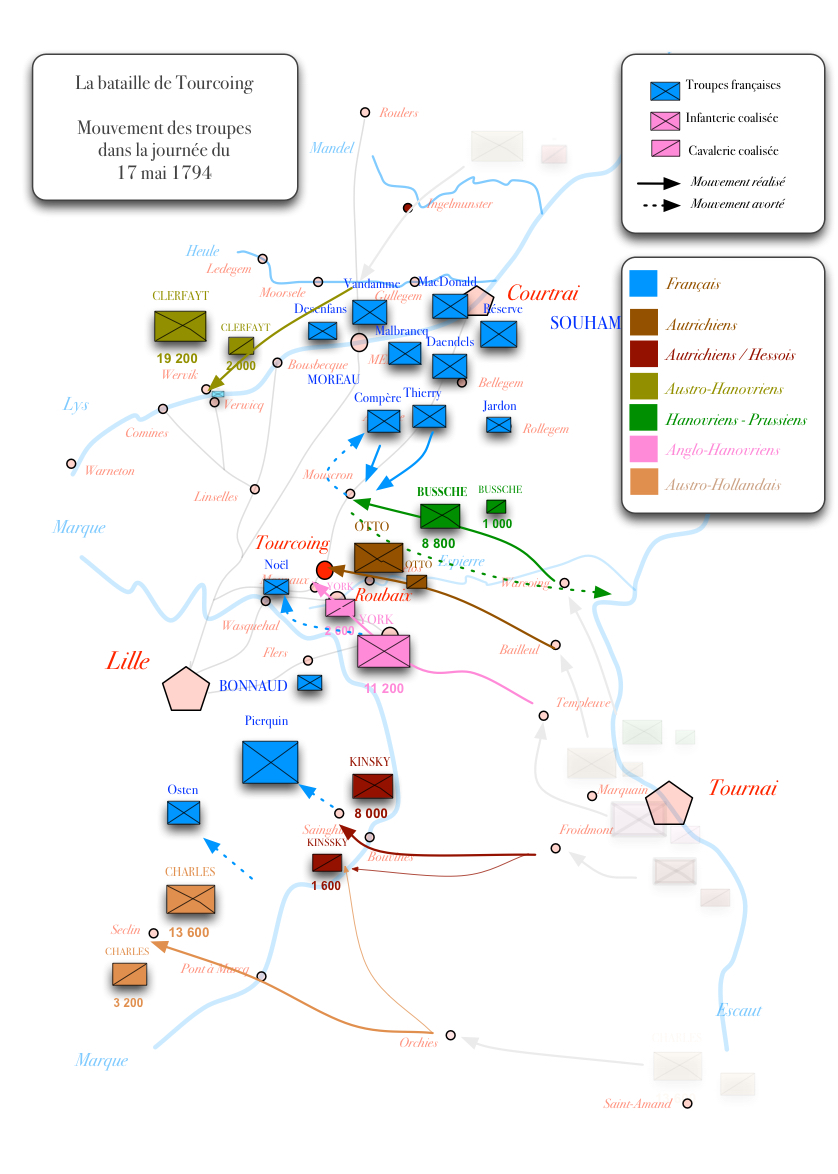
Mouvements de troupes du 17 mai 1794.

L'attaque du 17 mai surprend les Français qui attendaient les coalisés à Courtrai. Ce sont les premiers succès coalisés.
Au centre du dispositif coalisé, les Prussiens et Hanovriens de Bussche prennent Mouscron à midi. Mais Les généraux Compère et Thierry se regroupent, contre-attaquent et reprennent Mouscron, forçant Bussche à se replier sur Pecq. 
Les Autrichiens d'Otto occupent Wattrelos, puis Tourcoing dans la soirée. Le baron et maréchal Otto installe son quartier général au Moulin-Tonton d'où il domine les alentours.
Les Anglais du Duc d'York prennent Roubaix et repoussent les Français jusqu'à Mouvaux, puis arrivent victorieux à Tourcoing.  Mais cavalerie de réserve commandée par Erskine qui devait garder le flanc gauche de la colonne se trompa de route et se dirigea au sud vers Kinsky.
Au sud, les Austros-Hollandais de l'archiduc Charles ont 24 kilomètres à parcourir de Saint-Amand à Pont-à-Marcq alors que les Autrichiens et Hessois du comte Kinsky qui n'ont que 11 km de marche de Froidmont à Bouvines. Charles prévient Kinsky qu'il ne pourra le rejoindre à Bouvines à 6h00 comme prévu. Kinsky ralentit alors sa progression tout en chassant les Français de Bouvines mais sans exploiter sa victoire car le pont sur la Marque a été détruit par les défenseurs. Charles parvient à chasser les Français de Pont-à-Marcq et de gagner Lesquin, mais doit s'y arrêter, ses troupes sont épuisées. Néanmoins sa progression force Bonnaud à abandonner Sanghin-en-Mélantois et donne à Kinsky l'opportunité de réparer le pont de Bouvines. Les deux colonnes font leur jonction avec retard à Louvil, près de Bouvines. Mais les deux colonnes cessent alors d'avancer.
Au Nord la situation est pire : Clerfayt n'étant parvenu à Wervik qu'en soirée alors qu'il devait y être à l'aube pour franchir la Lys et que de surcroit  ses pontonniers n'ont pu construire leur point que tardivement, seule une petite troupe a traversé de nuit. Le gros de la troupe ne pourra traverser que le 18 mai au matin, quand la bataille de Tourcoing sera commencée.
À la fin de la journée du 17, Souham comprend que la situation est grave : si les deux colonnes coalisées du nord et du sud sont en retard dans leur tentative d'encerclement, les troupes françaises de Courtrai seront coupées de leur centre de ravitaillement de Lille par la prise de Tourcoing.

### Le redéploiement des Français dans la nuit du 17 au 18 mai

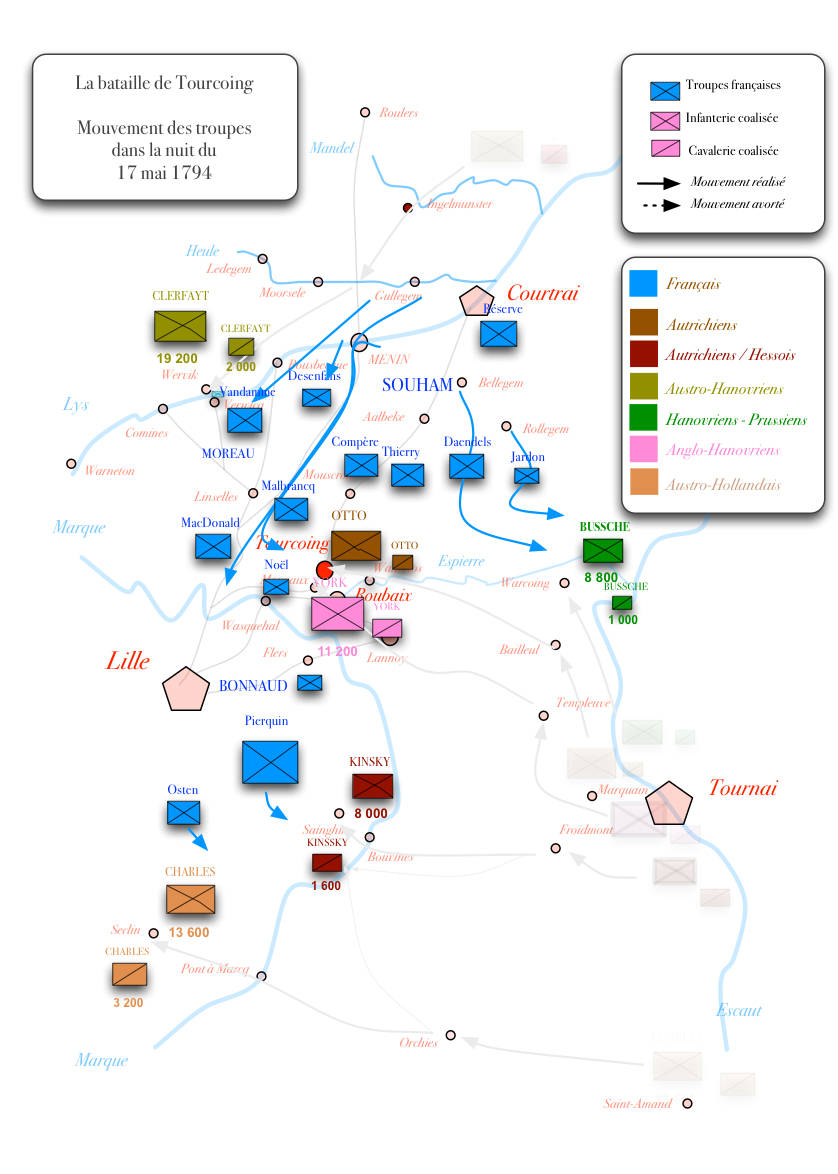
Mouvements de troupes de la nuit du 17 mai 1794.

Souham décide d'envoyer nuitamment et précipitamment ses brigades vers le sud et le sud-ouest pour interdire la jonction entre la colonne de Clerfayt et les trois colonnes du centre coalisé : Malbrancq et Macdonald vont contre-attaquer à Tourcoing et Mouvaux par le nord-ouest ; Compère et Thierry se maintiennent sur le flanc droit de la colonne d'Otto, tandis que les brigades Daendels et Jardon vont fixer les Hanovriens de Bussche sur leur camp de repli.
Au nord, les brigades Vandamme et Desenfans de la division de Moreau vont longer la Lys pour tenter de contenir la colonne de Clerfayt.
Ces manœuvres ont pour but d'encercler les coalisés parvenus à Tourcoing et de leur reprendre la ville, pour que les divisions Souhanm et Bonnaud ne soient pas coupées l'une de l'autre. Bonnaud n'a plus qu'à envoyer quelques bataillons vers Tourcoing pour surprendre la colonne d'York sur son flanc gauche alors que le gros de ses troupes ont fixé les colonnes de Kinsky et Charles censées soutenir celle du duc d'York.

### La journée 18 mai, la bataille de Tourcoing

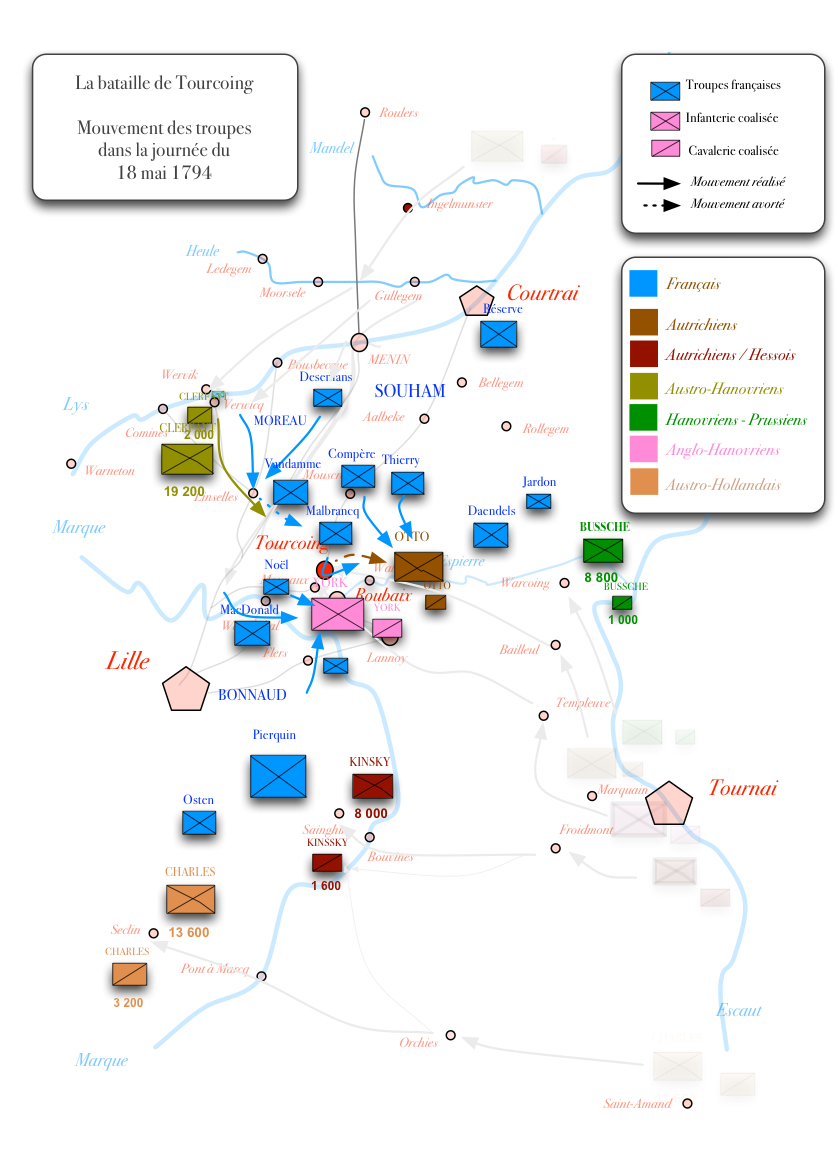
Mouvements de troupes du 18 mai 1794.

Au matin, les brigades Daendels et Jardon tiennent les troupes de Bussche en respect dans les environs de Pecq.
La brigade Malbrancq, largement supérieure en nombre, passe à l'assaut de Tourcoing en partant du Blanc-Four (Roncq) le long de la rue du Brun-Pain et repousse les Autrichiens d'Otto jusqu'à Wattrelos. Les brigades de Compère et Thierry tombent également sur le flanc droit d'Otto et achèvent de propager le désordre et la panique dans toute la colonne autrichienne.
La brigade Macdonald attaque York par le nord depuis Neuville et pénètre dans Tourcoing par le quartier des Orions.
Au sud les troupes de Bonnaud attaquent également York de Mouvaux à Roubaix. York est surpris de ne pas être couvert par les 5e et 6e colonnes de Kinsky et Charles. Les Anglos-Hanovriens résistèrent vaillamment, mais constatant le début d'encerclement et leur retraite menacée, la déroute s'ensuivit à tel point que le duc lui-même faillit être fait prisonnier si une compagnie de Hessois n'avait protégé sa fuite.

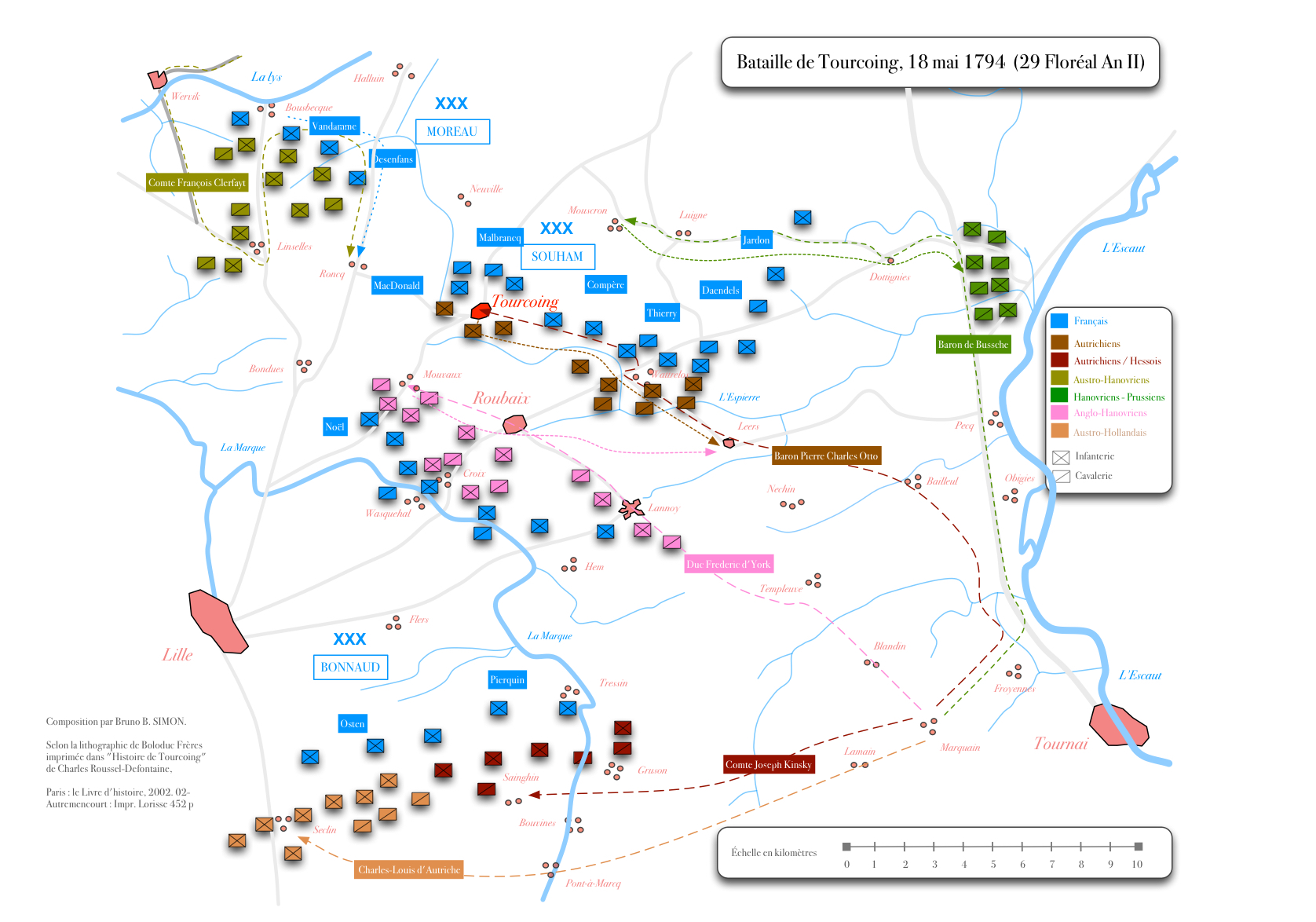
Plan de la bataille basé sur la lithographie publiée dans Histoire de Tourcoing de Charles Roussel-Defontaine.

C'est la bataille proprement dite de Tourcoing qui voit en quelques heures la déroute des coalisés. Le mouvement des six colonnes qui devait prendre en tenaille et isoler les troupes de Souham et Moreau a échoué. Avec le repli sur Pecq de la 2e colonne de Bussche et l'arrêt près de Sainghin de la 5e colonne de Kinsky, c'est désormais aux 3e et 4e colonnes du baron Otto et du duc d'York, qui elles ont atteint leurs objectifs, d'être prises en étau par la contre-attaque des brigades françaises de Souham. Le centre du dispositif coalisé s'est effondré. À Tourcoing, la population aidant les soldats français à s'orienter, les coalisés souffrent de la méconnaissance des lieux, de l'encerclement et de l'infériorité numérique.
Mais la déroute des coalisés aurait pu tourner au désastre si le général Souham n'avait pas commis une petite erreur : au lieu de poursuivre Otto et York en déroute jusqu'à Leers, il ordonne à ses brigades Malbrancq et Macdonald de faire demi-tour vers Roncq et de se porter au secours de la brigade Vandamme étrillée par Clerfayt.
En effet, Clerfayt, qui a pu enfin traverser la Lys, tombe dans les embuscades de Vandamme et Desenfans à Bousbecque. Moreau veut tenir la route de Vervicq à Lille pour interdire à Clerfayt de rejoindre Tourcoing. Mais Clerfayt écrase la brigade Vandamme et la poursuit jusqu'à Roncq où elle se replie, mais ne fait pas route vers Tourcoing. Le sacrifice de Vandamme a empêché la jonction entre Clerfayt, Otto et York.
Lorsque Clerfayt apprend la défaite du duc d'York et du baron Otto, il quitte le champ de bataille en reprenant la route de Wervik.
Au sud, les 5e et 6e colonnes de Kinsky et Charles restent étonnamment l'arme au pied face aux brigades en rideau de Bonnaud, laissant aux Français l'avantage du nombre à Tourcoing. Les troupes se replient vers leurs bases de départ à l'annonce de la déroute d'Otto et d'York. Les diverses sources historiques n'expliquent pas l'attitude de ces deux colonnes principalement responsables de la défaite.

## Épilogue

### Les pertes
Les pertes humaines des Coalisées s'élèvent selon les différentes sources, de 4 000 à 4 500 blessés ou tués et 1 500 prisonniers et 60 pièces d'artillerie capturées.
Les Français accusent de 2 600 à 3 000 tués ou blessés et 6 pièces d'artillerie capturées.

### L'occupation de la Belgique
La victoire de Tourcoing permet à l'Armée du Nord de prendre Tournai le 22 mai et à l'Armée des Ardennes de franchir la Sambre pour infliger conjointement aux coalisés la défaite de Fleurus le 26 mai. Avec la victoire de Fleurus, c'est la Belgique qui est prise et l'Europe qui est ouverte aux armées françaises.
Cette bataille est donc aussi décisive que celle de Fleurus. Après leur échec à Tourcoing, les coalisés refluent et subissent défaites sur défaites jusqu'à Amsterdam.
Elle a démontré, comme à Valmy, qu'une armée composée de deux tiers de soldats conscrits et va-nu-pieds, au sens littéral du terme, menée par des officiers roturiers fraîchement formés, pouvait vaincre une armée de métier supérieure en nombre, bien équipée et dirigée par des officiers nobles, aguerris et compétents. C'est aussi une bataille typique de la période révolutionnaire où des troupes de conscrits enthousiastes l'emportent sur des bataillons disciplinés, par des charges à la baïonnette en supériorité numérique.

### Une bataille oubliée
La bataille de Tourcoing n'est pas restée dans la mémoire collective pour des raisons politiques, du fait de Jean-Charles Pichegru, Louis Antoine de Saint-Just et Maximilien de Robespierre.
Le général Pichegru, dont les sympathies monarchistes le feront trahir et passer à l'ennemi, est absent le jour de la bataille. Jaloux de son subordonné Souham qui lui a ravi une victoire brillante, il ne fera de la bataille qu'un rapport de 12 lignes, et de surcroît lu à la Convention par le médiocre orateur qu'est Georges Couthon.
De leur côté, Robespierre et les Montagnards craignent que leur adversaire Carnot ne profite de cette victoire pour accroître son prestige et organiser un coup d'État. Saint-Just utilisera donc la victoire de son ami Jean-Baptiste Jourdan à Fleurus, le 8 messidor an II (26 juin 1794) contre celle de son adversaire Carnot à Tourcoing. Ce dernier déclara à juste titre que l'on a fait « mousser » la bataille de Fleurus pour faire oublier celle de Tourcoing.
Quant aux coalisés, ils ont tout intérêt à étouffer cette défaite humiliante, qui permettra à l'Armée du Nord de conquérir les Pays-Bas autrichiens et à la France de mettre fin à la première guerre de la révolution, par le traité de Bâle le 22 juillet 1795.

## Conséquences

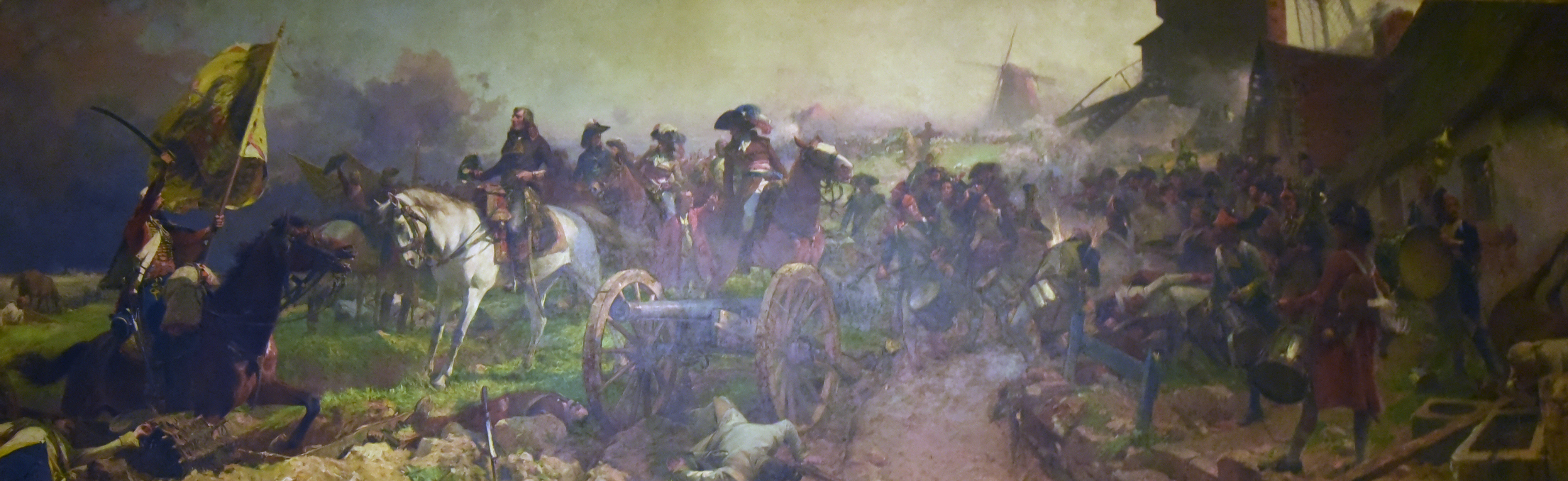
La bataille de Tourcoing

Cette victoire sur les coalisés permit de dégager la frontière de l'Escaut à la mer, effaçant la prise de Landrecies par Cobourg. Ainsi, les coalisés durent reculer, permettant aux forces françaises de se réorganiser : l'armée des Ardennes et l'armée de la Moselle furent regroupées (future armée de Sambre-et-Meuse) et dirigées vers Charleroi.

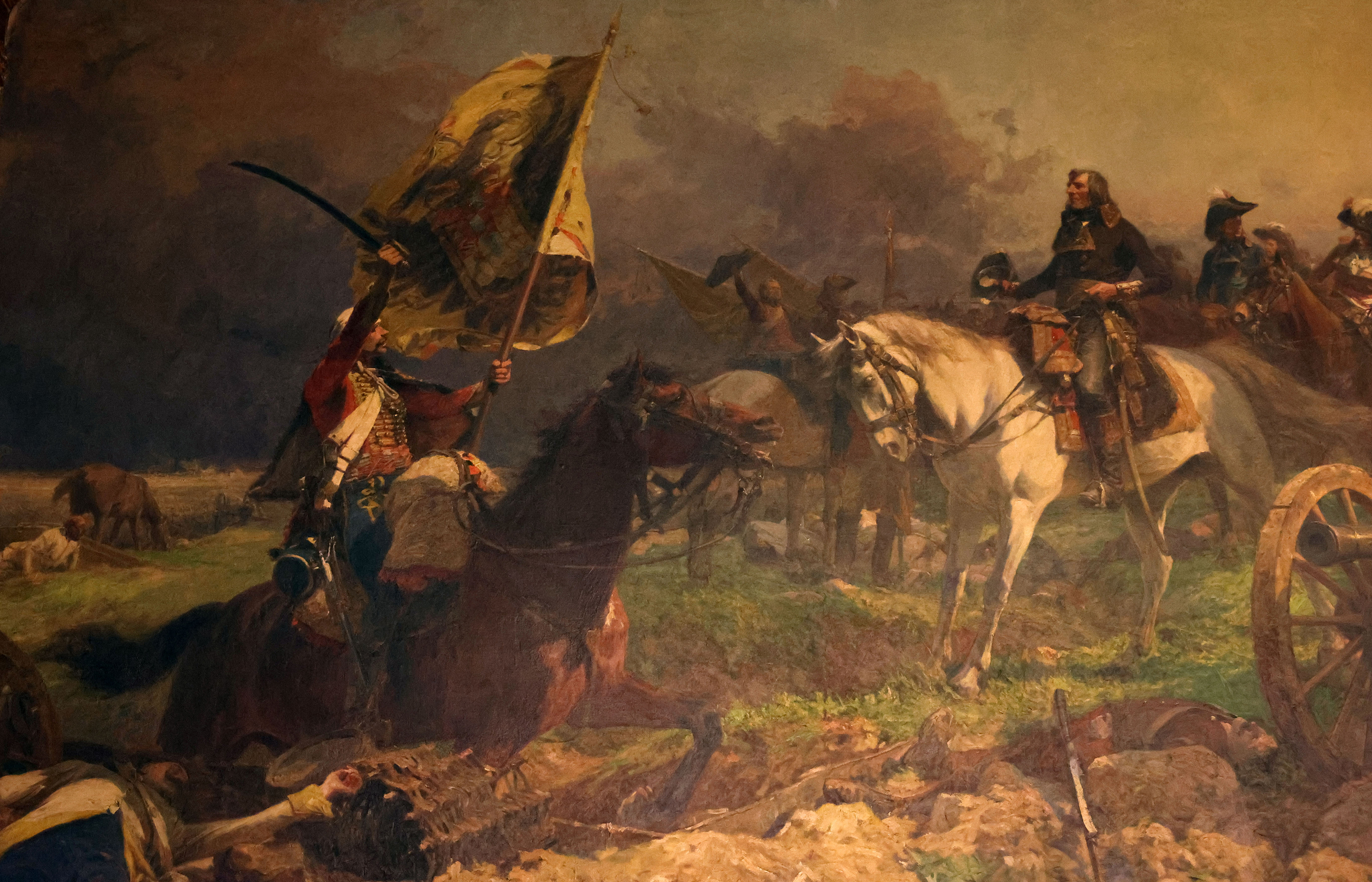
Fresque murale de Paul-Émile Boutigny - Hôtel de ville de Tourcoing